# Leben in Wittstock
Leben in Wittstock ist ein Dokumentarfilm des DEFA-Studios für Dokumentarfilme von Volker Koepp aus dem Jahr 1984.

## Handlung
Dieser fünfte Teil der Dokumentarfilme aus dem VEB Obertrikotagenbetrieb „Ernst Lück“ Wittstock/Dosse mit 2.600 Mitarbeitern ist als erster abendfüllend. Jedoch besteht etwa die erste Stunde aus Rückblicken auf die bisherigen Filme Mädchen in Wittstock, Wieder in Wittstock, Wittstock III und Leben und Weben, ergänzt durch einige bisher nicht veröffentlichte Szenen aus den jeweiligen Jahren. Im Sommer 1983 ist das Filmteam erneut im OTB, um sich über die Veränderungen zu informieren.
Renate erzählt, dass sie den Mann, mit dem sie seit sieben Jahren zusammenlebt, vor zwei Jahren geheiratet hat. Gemeinsam haben sie ihren Sohn Michael und Renate ist der Meinung, eine gute Ehe zu führen. Auch Edith hat geheiratet, den gelernten Maurer Burkhard und ist mit ihm in eine Neubauwohnung nach Wittstock gezogen. Burkhard arbeitet jetzt auch im OTB als Stricker, was für ihn eine große Umstellung bedeutet, denn vorher war er ständig an der frischen Luft und jetzt muss er sich an die Geräuschkulisse und an das viel feinere Arbeiten gewöhnen. Edith ist der Meinung, dass Leben wäre in den letzten Jahren mit ihrer Tätigkeit ernster geworden, meistens kann sie erst eine halbe Stunde nach Feierabend abschalten. Auch Elsbeth, von allen nur Stupsi genannt, ist verheiratet, ihr Mann fährt einen Lastkraftwagen für den Schlachthof und beide haben ebenfalls eine Neubauwohnung in Wittstock bekommen. Stupsi kann sofort abschalten, wenn sie zu ihren beiden Kindern kommt, die tagsüber in einer Kinderkrippe untergebracht sind.
In diesem Jahr liefert der OTB 24.400 Trikotagen pro Tag aus und wird bester Betrieb im Kombinat. Das seit Jahren bestehende Problem der Fluktuation hat sich normalisiert. Der Direktor des Betriebes besetzt diese Stelle, im Gegensatz zu seinen Vorgängern, bereits seit fünf Jahren und hat auch nicht die Absicht, etwas daran zu ändern. Die Entwicklung des Betriebes ist noch lange nicht abgeschlossen und daran will er mit der gesamten Belegschaft arbeiten. Dazu gehören auch die Obermeisterinnen Edith und Renate, sowie Waltraud, die jetzt erste Stellvertreterin des Betriebsdirektors und Kreistagsabgeordnete ist, die bei ihren täglichen Arbeiten beobachtet werden. Waltraud erwähnt, dass sie sich täglich wieder neu auf die anfallenden Problem einstellen muss, da sie sehr vielfältig sind und auch das Baugeschehen noch nicht abgeschlossen ist. Das seit Jahren bestehende Problem der Ehrlichkeit der Arbeiterinnen und der Leitung untereinander hat sich nicht verändert, es gibt Kollegen die die Wahrheit sagen und andere versuchen noch immer alles zu beschönigen um von den tatsächlichen Schwierigkeiten abzulenken.
Für Edith ist es jetzt klar, dass sie die restliche Zeit ihres Arbeitslebens im Betrieb bleiben wird. Stupsi hat nun endlich, die 1974 von ihr gewünschten Fenster am Arbeitsplatz bekommen.

## Produktion und Veröffentlichung
Leben in Wittstock wurde unter dem Arbeitstitel Auch mein Betrieb von der Künstlerischen Arbeitsgruppe „document“ als Schwarzweißfilm gedreht.
Seine Premiere erlebte der Film auf der XXVII. Internationalen Leipziger Dokumentar- und Kurzfilmwoche für Kino und Fernsehen am 26. November 1984. Die erste nachweisbare normale Kinoaufführung des Films fand am 13. Dezember 1984 in der Reihe Angebote im Berliner Kino Babylon statt., um dann ab dem 11. Januar 1985 in den anderen Kinos der DDR eingesetzt zu werden.
Die Dramaturgie lag in den Händen von Annerose Richter.
Dieser Film ist der fünfte Teil einer, ursprünglich nicht als solchen geplanten, siebenteiligen Langzeitdokumentation.

## Kritik
-ler schreibt in der Neuen Zeit

„... eine Langzeitbeobachtung entstand, die nichts beschönigt und doch voller Optimismus ist. Das Schicksal von drei jungen Frauen wird verfolgt, Station für Station, und ihre Verquickung mit der märkischen Kleinstadt.“

## Auszeichnungen
- 1984: XXVII. Internationale Leipziger Dokumentar- und Kurzfilmwoche für Kino und Fernsehen: Goldene Taube[4]
- 1984: Staatliches Prädikat: Besonders Wertvoll